# Серебренникова, Валентина Михайловна
Валентина Михайловна Серебренникова (в девичестве Петрова; род. 24 марта 1948, Нижний Сырьез, Алнашский район, Удмуртская АССР) — удмуртская певица (сопрано), вокалистка фольклорного коллектива «Бурановские бабушки» (новый состав). Народная артистка Удмуртской АССР (1986).

## Биография
Валентина Михайловна родилась в 1948 году в крестьянской семье деревни Нижний Сырьез Алнашского района Удмуртии. Окончив в 1965 году среднюю школу села Большая Кибья, год проработала в колхозе, после чего поступила на вокальное отделение Ижевского музыкального училища.
В 1971 году после окончания училища была направлена на работу в Государственный ансамбль «Италмас». Здесь встретила своего будущего мужа, Евгения Серебренникова, с которым почти двадцать лет проработала в ансамбле. В его составе побывала на гастролях в Финляндии, ГДР, Северной Корее, Японии, участвовала во Всероссийских смотрах ансамблей песни и танца (1978, 1986). В год 50-летнего юбилея коллектива (1986) была удостоена почётного звания Народной артистки УАССР.
В 1992 году Валентина Серебренникова перешла в созданный двумя годами ранее театр фольклорной песни «Айкай». В его составе выступала на международных фестивалях в Швеции, Швейцарии, Италии, Венгрии, Финляндии, участвовала в культурной программе II Международного конгресса финно-угорских народов, прошедшем в Будапеште в 1996 году.
В 2014 году вошла в новый состав фольклорного коллектива «Бурановские бабушки».